# Earth Crisis
Earth Crisis — американская металкор-группа, образованная в 1989 году в городе Сиракьюс. Коллектив изначально просуществовал до 2001 года и приостановил деятельность, возобновив её в 2007 году.
Группа выступает в поддержку прав животных, распространяет образ жизни straight edge и веганство, а также поднимает другие социальные и политические проблемы.

## История группы

### Начальная карьера (1989—2001)
Earth Crisis была основана в 1989 году, но изначальный состав не был долгосрочным. Уже в 1991 году бас-гитарист группы, Карл Бикнер, собрал новый состав и занял место вокалиста. К Бикнеру присоединились гитаристы Скотт Крус и Бен Рид, бас-гитарист Иэн «Bulldog» Эдвардс и барабанщик Майкл Риккарди.
В 1992 году вышел дебютный мини-альбом, названный All Out War, который привел к признанию группы в среде поклонников хардкора и металкора. На следующий год Деннис Меррик заменил Риккарди и принял участие в записи нового мини-альбома Firestorm. Вскоре Бен Рид был заменен Крисом Вихманом. Первый полноценный альбом группы, Destroy the Machines увидел свет в 1995 году. В том же году участники Earth Crisis попали в аварию, передвигаясь в фургоне, используемом во время турне. В ходе происшествия пострадали все музыканты, в особенности Меррик. Пока он восстанавливался, остальные участники организовали группу Path of Resistance, куда вошел также их друг Майкл Риккарди.
Альбом Gomorrah's Season Ends, вышедший в 1996 году, стал более комплексной и усовершенствованной формой металкора. Популярность группы росла, что привело к заключению контракта с лейблом Roadrunner Records, посредством которого в 1998 году был выпущен Breed the Killers. Альбом стал первым из тех, в записи которого принял участие брат Иэна Эдвардса Эрик Эдвардс, заменивший Вихмана. Кроме того, в записи участвовал вокалист и гитарист группы Machine Head, Робб Флинн. Earth Crisis позднее возобновила совместную работу с Victory Records, в итоге выпустив альбом Slither в 2000 году. Он отличался высоким качеством, а также сменой стиля исполнения. Последней изданной записью перед расформированием группы в 2001 году стала Last of the Sane, содержащая кавер-версии песен The Rolling Stones, Slayer, Led Zeppelin, Cream и Dead Kennedys.
В июле того же года Earth Crisis отыграла последний концерт на фестивале Hellfest в Сиракьюсе.

### После расформирования (2002—2007)
После того, как группа распалась, Бикнер и братья Эдвардс основали группу Nemesis, впоследствии переименовав её во Freya. Другие участники Earth Crisis также продолжили музыкальную деятельность.

### Воссоединение (2007-наше время)
27 января 2007 года Earth Crisis воссоединилась и выступила на фестивале Maryland Metal and Hardcore. Несмотря на то, что изначально в планах был лишь один концерт, за ним последовали и другие выступления в Америке и Европе. В начале 2008 года группа возглавила Firestorm Fest, а в её поддержку выступили коллективы Terror, Sworn Enemy, Shai Hulud, Down To Nothing и Recon.
10 сентября 2008 года стало известно о заключении контракта между Earth Crisis и лейблом Century Media. 16 октября 2008 года музыканты посетили студию для звукозаписи. Законченный альбом, названный To The Death вышел 20 апреля 2009 года в Европе и 5 мая 2009 года в Северной Америке.
В августе и сентябре 2009 года Earth Crisis совместно с группами Sworn Enemy, Neaera, Waking the Cadaver, War of Ages, Thy Will Be Done и War From a Harlots Mouth приняли участие в турне по Америке и Европе в рамках Hell on Earth Tour.
В марте 2010 года участники заявили, что барабанщик Эндрю Херли из группы Fall Out Boy временно заменит Денниса Меррика, выступая на нескольких концертах во время предстоящего турне.
Свой седьмой альбом Earth Crisis решили назвать Neutralize The Threat. Он вышел в июле 2011 года на лейбле Century Media.

## Участники

### Текущий состав
- Карл Бикнер — вокал (1991—2001, 2007-наши дни), бас-гитара (1989—1990)
- Скотт Крус — гитара (1991—2001, 2007-наши дни)
- Иэн «Bulldog» Эдвардс — бас-гитара (1991—2001, 2007-наши дни)
- Деннис Меррик — ударные (1993—2001, 2007-наши дни)
- Эрик Эдвардс — гитара (1998—2001, 2007-наши дни)

### Бывшие участники
- Бен Рид — гитара (1991—1994)
- Крис Вихман — гитара (1994—1998)
- Майкл Риккарди — ударные (1991—1993)
- DxJx Rose — вокал (1989—1990)
- Джон Мосман — гитара (1989—1990)
- Джесси — ударные (1989—1990)
- Энди Хёрли — ударные во время турне (2010)

## Дискография

### Студийные альбомы
- 1995: Destroy the Machines (Victory Records)
- 1996: Gomorrah's Season Ends (Victory Records)
- 1998: Breed the Killers (Roadrunner Records)
- 2000: Slither (Victory Records)
- 2001: Last of the Sane (Victory Records)
- 2009: To The Death (Century Media)
- 2011: Neutralize the Threat (Century Media)
- 2014: Salvation of Innocents (Candlelight Records)

### Мини-альбомы
- 1992: All Out War (Conviction Records, переиздан в 1995 г. лейблом Victory Records)
- 1993: Firestorm (Victory Records, переиздан в 1995 г.)
- 2009: Forced To Kill (Seventh Dagger Records, издан в виде 7" пластинки)

### Концертные альбомы
- 1996: The California Takeover (Victory Records, совместный альбом с группами Strife и Snapcase)
- 1998: The Oath That Keeps Me Free (Victory Records)

### Сборник
- 2001: Forever True - 1991-2001 (Victory Records)